# Publicitas
Publicitas était un groupe suisse de marketing, de publicité, de vente et de services pour les médias et les annonceurs.

## Histoire
L'entreprise publicitaire Hassenstein & Vogler a été créée en 1858 à Altona près de Hambourg, puis s'est installée à Bâle en 1868 et à Genève en 1890. En 1916, elle prend le nom de Publicitas et dès 1930, a son siège principal à Lausanne. Au cours du XXe siècle, cette entreprise s'étend à divers pays d'Europe, à Paris en 1947, puis en Hollande, en Belgique et en Angleterre en 1972, en Extrême-Orient en 1984, enfin en Amérique du Nord. Elle prend le nom de Publicitas Holding SA en 1989, puis PubliGroupe SA en 1997. PubliGroupe a été racheté par Swisscom en 2014.

## Domaines d'activités
Dans les années 1990, Publicitas est le numéro un de la publicité sur le marché suisse, avec un chiffre d'affaires de deux milliards
de francs suisses.
Les difficultés commencent pour l'entreprise au début des années 2000, avec la baisse progressive du marché de la publicité. En outre, à la suite de l'éclatement de la bulle internet, le groupe a fait le choix stratégique de recentrer ses activités
autour de la publicité papier au détriment du net. Selon le journal ArcInfo, le géant a de ce fait bel et bien « raté le virage d'internet ».
Puis, Publicitas a été condamné d'une sanction de 2.5 millions de francs pour l'abus de position dominante dans l'activité d'acquisition et de transmission d'annonces presses. En 2014, afin de focaliser sur le numérique, Publigroupe sépare Publicitas et cette dernière a été rachetée par un groupe allemand Aurelius.
Enfin, le groupe a vu ses marges diminuer au fil du temps, en raison d'une pression accrue des éditeurs sur les prix.
En 2017, les ventes de l'entreprise atteignent à peine les 360 millions de francs.
En avril 2018, les principaux clients du groupe, à savoir Tamedia, Ringier ou encore Axel Springer annoncent la rupture de leurs contrats avec Publicitas en raison
de retards de paiement répétés. La faillite de Publicitas, qui est déjà en situation financière très difficile, est alors présentée comme inéluctable
,.
Le 11 mai 2018, Publicitas dépose le bilan.

## Sources
- Fonds : Publigroupe (1872-2015) [67,6 m].  Cote : PP 1048. Archives cantonales vaudoises (présentation en ligne).
- www.publicitas.ch, « Publicitas » (consulté le 23 août 2008)